# ألكساندرا ريبلي
ألكساندرا ريبلي (بالإنجليزية: Alexandra Ripley) (8 يناير 1934، تشارلستون في الولايات المتحدة - 10 يناير 2004، ريتشموند في الولايات المتحدة)؛ كاتِبة وروائية أمريكية. درست في كلية فاسار.

## روابط خارجية
- ألكساندرا ريبلي على موقع IMDb (الإنجليزية)
- ألكساندرا ريبلي على موقع مونزينجر (الألمانية)
- ألكساندرا ريبلي على موقع إن إن دي بي (الإنجليزية)